# Wilier Triestina
 (octobre 2012).
Si vous disposez d'ouvrages ou d'articles de référence ou si vous connaissez des sites web de qualité traitant du thème abordé ici, merci de compléter l'article en donnant les références utiles à sa vérifiabilité et en les liant à la section « Notes et références ».

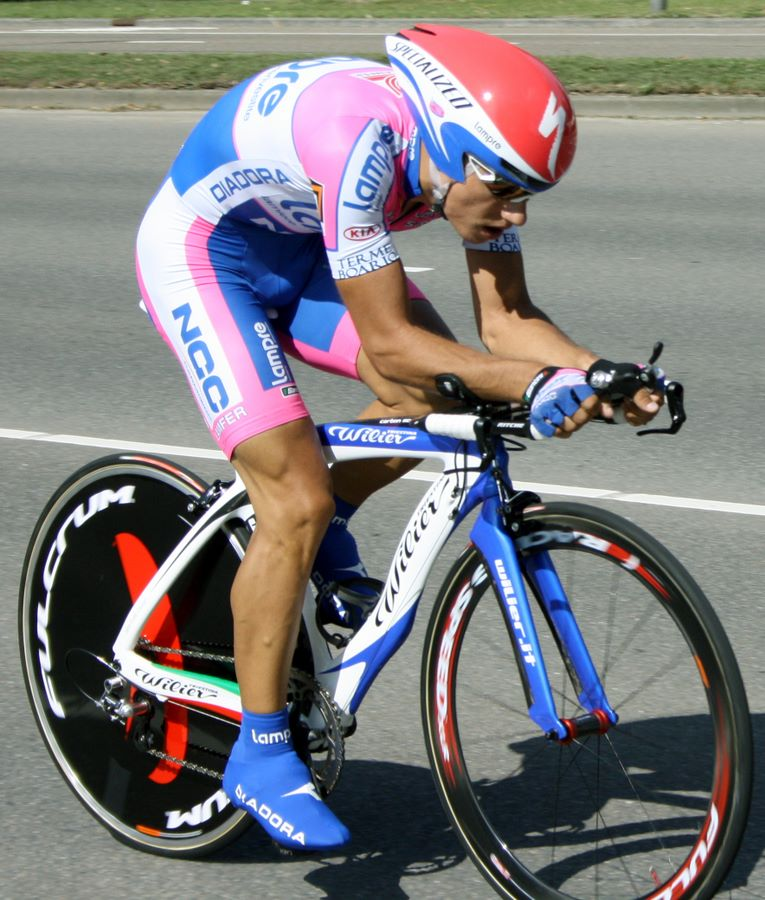
Le coureur cycliste Simon Špilak sur un vélo de l'entreprise en 2009

Wilier Triestina est une entreprise italienne qui produit des vélos.

## Historique
Wilier Triestina a été fondé en 1906 à Bassano del Grappa par Pietro Dal Molin.
Dans le passé ont couru  sur un vélo Wilier des champions comme Fiorenzo Magni et Marco Pantani. Wilier est l'acronyme de « W l’Italia liberata e redenta » qui signifie en français : « Longue vie à l'Italie libre et rachetée » puisque W remplace Viva.
L'équipe Lampre-ISD utilise un vélo Wilier, qui a eu comme athlètes les plus représentatifs Marco Pantani,Damiano Cunego, Alessandro Petacchi et Michele Scarponi.
Au mois de novembre 2012, la direction annonce un accord avec la formation sud-américaine Colombia pour leur fournir les bicyclettes de la marque. L'entreprise de la province de Vicence parie sur les jeunes coureurs colombiens et leur affirmation sur la scène internationale. Du point de vue commercial, Andrea Gastaldello, administrateur délégué, montre le côté stratégique de la collaboration, l'Amérique du Sud étant un marché avec une croissance potentielle importante.

## Sponsoring
- 2003-2004 : Gerolsteiner
- 2003-2004 ; 2006-2012 : Lampre-ISD
- 2013-2015 : Colombia Coldeportes
- 2016-2018 : Wilier Triestina-Selle Italia
- 2018-2021 : Direct Énergie
- 2020-2024 : Équipe cycliste Astana
- À partir de 2024 : Groupama-FDJ[4]